# صوفي بطرس
صوفي بطرس (28 ديسمبر 1978-) مخرجة لبنانية

## حياتها
ولدت في المنصورية وهي الشقيقة الصغرى لكل من المغنية جوليا بطرس والملحن زياد بطرس درست في الجامعة اللبنانية علوم الأحياء دخلت الأكاديمية اللبنانية للفنون الجميلة في لبنان وحصلت على شهادة البكالوريوس في الإخراج المرئي والمسموع 

### حياتها الأسرية
تزوجت في 25 ديسمبر2004 من جوزيف الهندي الذي يعمل أيضاً في مجال الإعلام كمدير للتصوير ورزقت منه بولدين جاد عام 2006 وزياد عام 2011

## مشوارها المهني
عملت لأحد عشر عاماً في مجال التلفزيون والسينما ومن ضمنهم ثلاثة سنوات في تلفزيون المستقبل. أخرجت العديد من الفيديو كليبات وقد انضمت إلى كلية محمد بن راشد للإعلام التابعة للجامعة الأمريكية في دبي، لتكون ومن مسؤولياتها إجراء المقابلات مع الطلاب المتقدمين لنيل منحة في الكلية من مختلف الجنسيات العربية وهي اليوم تتعاقد مع شركات الإعلام في الإمارات العربية المتحدة لتأمين الحصص التدريبية لطلاب الكلية وتعمل حاليا مساعدة عميد.

## أعمالها

### الفيديو كليب
- «لا بأحلامك»، «على شو» «أحبائي»، «سوء تفاهم» للفنانة جوليا بطرس
- «هدوء» للفنان عبد المجيد عبد الله
- «عشان الحب» للفنان راشد الماجد
- «يا كثر» للفنانة نانسي عجرم.
- «لو مادخلت براسي» للفنانة ديانا حداد
- «ليش» للفنانة نوال الكويتية
- «أحلى عشاق» للفنان زين العمر

### السينما
- محبس (2017)

## وصلات خارجية
- صوفي بطرس على موقع IMDb (الإنجليزية)
- صوفي بطرس على موقع قاعدة بيانات الأفلام العربية